# Seznam latinských patriarchů v Konstantinopoli
Seznam titulářů latinského patriarchátu konstantinopolského

## Latinský patriarchát v Konstantinopoli (skutečně vykonávaná funkce)
- Tommaso Morosini (1204–1211)
- Fantino Dandolo (1211–1215)
- Gervais (1215–1219)
- Pietro di Capua (1219)
- (neobsazeno 1219–1221)
- Matteo z Konstantinopole (1221–1226)
- Jean Halgrin (1226), odmítl volbu
- Simon z Konstantinopole (1227–1233)
- (neobsazeno 1233–1234)
- Niccolò da Castro Arquato (1234–1251)
- (neobsazeno 1251–1253)
- Pantaleone Giustiani (1253–1286)

## Titulární patriarchát
Patriarchát se po znovudobytí Konstantinopole Byzantinci roku 1261 stal titulem "in partibus".
- Girolamo Masci (1278–1288 zvolen papežem)
- Pietro Correr (1286–1302)
- Leonardo Faliero (1302- asi 1305)
- Nicola di Tebe (asi 1308- asi 1331)
- Cardinalis (1332–1335)
- Gozzio Battaglia (1335–1339)
- Rolando d'Asti (1339)
- Enrico d'Asti (1339–1345)
- Stefano de Pinu (1346)
- Vílén z Konstantinopole (1346–1364)
- Sv. Pierre Thomas (1364–1366)
- Paolo di Tebe (1366–1370)
- Ugolino Malabranca (1371- asi 1375)
- Giacomo d'Itri (1376–1378 exkomunikován)
- Guglielmo d'Urbino (1379)
- Paolo di Corinto (1379)
- (neobsazeno 1379–1390)
- Angelo Correr (1390–1405), budoucí papež
- Louis de Mitylène (1406–1408)
- Antonio Correr (1408)
- Alphonso de Sevilla (1408)
- Francesco Lando (1409)
- Giovanni Contarini (1409- asi 1412)
- Jean de la Rochetaillée (1412–1423)
- Marco Cornaro (1421?-1424)
- Giovanni Contarini (znovu) (1424–1430?)
- François de Conzié (1430–1432)
- (neobsazeno 1432–1438)
- Francesco Condulmer (1438–1453)
- Gregorios Mammas (1454–1459)
- Isidor Soluňský (1459–1463)
- Basilius Bessarion (1463–1472)
- Pietro Riario (1472–1474)
- Girolamo Lando (1474- asi 1496)
- Giovanni Michiel (1497–1503)
- Juan Borgia (1503)
- Francisco Lloris y de Borja (1503–1506)
- Marco Cornaro (1506–1507)
- Tamás Bakócz (1507–1521)
- Marco Cornaro (podruhé, 1521–1524)
- Egidio di Viterbo (1524–1530)
- Francesco Pesaro (1530–1545)
- Marino Grimani (1545 – 28. září 1546 zemřel)
- Ranuccio Farnese (1546–1550)
- Fabio Colonna (1550–1554)
- Ranuccio Farnese (podruhé, 1554–1565)
- Scipione Rebiba (1565–1573)
- Prospero Rebiba (1573–1593)
- Silvio Savelli (1594–1596)
- Ercole Tassoni (1596–1597)
- Bonifazio Bevilacqua Aldobrandini (1598–1599)
- Bonaventura Secusio a Caltagirone (1599–1618)
- Ascanio Gesualdo (1618–1638)
- Francesco Maria Macchiavelli (1640–1641)
- Giovanni Giacomo Panciroli (1641–1643)
- Giambattista Spada (1643–1654)
- Volumnio Bandinelli (1658–1660)
- Stefano Ugolini (1667–1681)
- Odoardo Cibo (1689–1706)
- Luigi Pico Della Mirandola (1706–1712)
- Andrea Riggio (1716–1717)
- Camillo Cibo (1718–1729)
- Mondilio Orsini (1729–1751)
- Ferdinando Maria de Rossi (1751–1759)
- Filippo Caucci (1760–1771)
- Ioannes de Portugal de la Puebla (1771–1781)
- Francesco Antonio Marucci (1781–1798)
- Benedetto Fenaja (1805–1823)
- Giuseppe della Porta Rodiani (1823–1835)
- Giovanni Soglia Ceroni (1835–1839)
- Antonio Maria Traversi (1839–1842)
- Giovanni Giacomo Sinibaldi (1843–1843)
- Fabio Maria Asquini (1844–1845)
- Giovanni Giuseppe Canali (1845–1851)
- Domenico Lucciardi (1851–1860)
- Giuseppe Melchiade Ferlisi (1860–1865)
- Ruggero Luigi Emidio Antici Mattei (1866–1875)
- Giacomo Gallo (1878–1881)
- (neobsazeno 1881–1887)
- Giulio Lenti (1887–1895)
- Giovanni Battista Casali del Drago (1895–1899
- Alexander Sanminiatelli Zabarella (1899–1901)
- Carlo Nocella (1901–1903), před tím latinský patriarcha antiochijský
- Giuseppe Ceppetelli (1903–1917)
- (neobsazeno 1917–1923)
- Michele Zezza di Zapponeta (1923–1927)
- Antonio Anastasio Rossi (1927–1948)
- (neobsazeno 1948–1964)

titul zrušen v roce 1964 (protože došlo k vzájemnému uznání papeže Pavla VI. a patriarchy Athenagora)